# Pickensville (Alabama)
Pickensville é uma cidade  localizada no estado americano de Alabama, no Condado de Pickens.

## Demografia
Segundo o censo americano de 2000, a sua população era de 662 habitantes.
Em 2006, foi estimada uma população de 648, um decréscimo de 14 (-2.1%).

## Geografia
De acordo com o United States Census Bureau, a localidade tem uma área de 26,0 km², dos quais 20,1 km² cobertos por terra e 5,9 km² cobertos por água. Pickensville localiza-se a aproximadamente 51 m acima do nível do mar.

## Localidades na vizinhança
O diagrama seguinte representa as localidades num raio de 24 km ao redor de Pickensville.